# Distrito de Uckermark
El Distrito de Uckermark (en alemán: Landkreis Uckermark) es un distrito de Alemania ubicado en el estado federal de Brandeburgo. Se trata de uno de los distritos con mayor superficie de todo el territorio alemán. La capital del distrito reside en la ciudad de Prenzlau.

## Geografía
El distrito de Uckermark se ubica al noreste del estado de Brandeburgo y posee frontera con la república de Polonia. Gran parte del territorio ha pertenecido a la región histórica del Uckermark, solo una parte septentrional del Landschaft Uckermark ha pertenecido a los distritos de Mecklemburgo-Pomerania Occidental (Mecklemburgo-Strelitz y Uecker-Randow). Los municipios vecinos por el norte son los que corresponden a los distritos de Mecklemburgo-Strelitz y Uecker-Randow, al sur el distrito de Barnim y al oeste el distrito del Alto Havel.

## Composición del distrito
| Ciudades 1. Angermünde (15.276) 2. Brüssow¹ (2.315) 3. Gartz¹ (2.588) 4. Lychen (3.905) 5. Prenzlau (20.904) 6. Schwedt/Oder (37.259) 7. Templin (17.347) Municipios 1. Boitzenburger Land (4.119) 2. Nordwestuckermark (5.154) 3. Uckerland (3.384) | Unión de municipios (Amt) 1. Brüssow (Uckermark) (5.261) 1. Brüssow (Ciudad) (2.315) 2. Carmzow-Wallmow (715) 3. Göritz (836) 4. Schenkenberg (667) 5. Schönfeld (728) 2. Gartz (Oder) (7.343) 1. Casekow (2.345) 2. Gartz (Ciudad) (2.588) 3. Hohenselchow-Groß Pinnow (880) 4. Mescherin (776) 5. Tantow (754) 3. Gerswalde (5.548) 1. Flieth-Stegelitz (699) 2. Gerswalde (1.815) 3. Milmersdorf (1.814) 4. Mittenwalde (483) 5. Temmen-Ringenwalde (737) 4. Gramzow (7.847) 1. Gramzow (2.110) 2. Grünow (990) 3. Oberuckersee (1.937) 4. Randowtal (1.080) 5. Uckerfelde (1.089) 6. Zichow (641) 5. Oder-Welse (5.969) 1. Berkholz-Meyenburg (1.221) 2. Mark Landin (1.173) 3. Passow (1.717) 4. Pinnow (934) 5. Schöneberg (924) |

(Habitantes a 31 de diciembre de 2005)